# Кубок Америки з футболу серед жінок
Кубок Америки з футболу серед жінок (ісп. Copa América Femenina) — головний футбольний турнір серед жіночих футбольних збірних країн, що входять до зони КОНМЕБОЛ, футбольної конфедерації регіону Південної Америки.
Турнір започаткований 1991 року. Чемпіон одразу кваліфікувався на чемпіонат світу. У третьому турнірі Кубка Америки збірна, яка посіла друге місце, грала в плей-оф з командою із зони КОНКАКАФ. З 2003 року (четвертий турнір) дві кращих збірні здобули право виступати на чемпіонаті світу.

## Результати
| Рік         | Господар  | Фінал      | Фінал             | Фінал       | Матч за третє місце | Матч за третє місце | Матч за третє місце |
| Рік         | Господар  | Переможець | Рахунок           | Друге місце | Третє місце         | Рахунок             | Четверте місце      |
| ----------- | --------- | ---------- | ----------------- | ----------- | ------------------- | ------------------- | ------------------- |
| 1991 Деталі | Бразилія  | Бразилія   | (груповий раунд)  | Чилі        | Венесуела           | не грали            | не грали            |
| 1995 Деталі | Бразилія  | Бразилія   | 2–0               | Аргентина   | Чилі                | (груповий раунд)    | Еквадор             |
| 1998 Деталі | Аргентина | Бразилія   | 7–1               | Аргентина   | Перу                | 3–3 дч (5–4 пен.)   | Еквадор             |
| 2003 Деталі | Перу      | Бразилія   | (груповий раунд)  | Аргентина   | Колумбія            | (груповий раунд)    | Перу                |
| 2006 Деталі | Аргентина | Аргентина  | (груповий раунд)  | Бразилія    | Уругвай             | (груповий раунд)    | Парагвай            |
| 2010 Деталі | Еквадор   | Бразилія   | (груповий раунд)  | Колумбія    | Чилі                | (груповий раунд)    | Аргентина           |
| 2014 Деталі | Еквадор   | Бразилія   | (груповий раунд)  | Колумбія    | Еквадор             | (груповий раунд)    | Аргентина           |
| 2018 Деталі | Чилі      | Бразилія   | (груповий раунд)  | Чилі        | Аргентина           | (груповий раунд)    | Колумбія            |
| 2022 Деталі | Колумбія  | Бразилія   | 1–0               | Колумбія    | Аргентина           | 3–1                 | Парагвай            |
| 2025 Деталі | Еквадор   | Бразилія   | 4–4 дч (5–4 пен.) | Колумбія    | Аргентина           | 2–2 дч (5–4 пен.)   | Уругвай             |

## Досягнення збірних
| Збірна    | Чемпіон                                                  | 2 місце                    | 3 місце              | 4 місце        |
| --------- | -------------------------------------------------------- | -------------------------- | -------------------- | -------------- |
| Бразилія  | 9 (1991, 1995, 1998, 2003, 2010, 2014, 2018, 2022, 2025) | 1 (2006)                   | -                    | -              |
| Аргентина | 1 (2006)                                                 | 3 (1995, 1998, 2003)       | 3 (2018, 2022, 2025) | 2 (2010, 2014) |
| Колумбія  | -                                                        | 4 (2010, 2014, 2022, 2025) | 1 (2003)             | 1 (2018)       |
| Чилі      | -                                                        | 2 (1991, 2018)             | 2 (1995, 2010)       | -              |
| Еквадор   | -                                                        | -                          | 1 (2014)             | 2 (1995, 1998) |
| Перу      | -                                                        | -                          | 1 (1998)             | 1 (2003)       |
| Уругвай   | -                                                        | -                          | 1 (2006)             | 1 (2025)       |
| Венесуела | -                                                        | -                          | 1 (1991)             | -              |
| Парагвай  | -                                                        | -                          | -                    | 2 (2006, 2022) |